# Torymus solitarius
Torymus solitarius är en stekelart som först beskrevs av Osten-Sacken 1870. Torymus solitarius ingår i släktet Torymus och familjen gallglanssteklar. Inga underarter finns listade i Catalogue of Life.